# Карабіневич Аполлінарія
Аполлінарія Лопухович, у шлюбі Карабіневич, на сцені — Люся Барвінок (4 (16) серпня 1896, Борзна, Чернігівщина — 22 серпня 1971, Рочестер) — українська акторка, режисерка, театрально-громадська діячка, педагогиня. 

## Життєпис
Народилась 4 (16) серпня 1896 (за іншими даними — 10 серпня) у Борзні на Чернігівщині в козачій родині. Була правнучкою козака Чернігівського куреня і донькою священника. Навчалась у київській середній школі, а проживала постійно на Поділлі.
На сцені з 1913 року. Грала у мандрівних антрепризах А. Ніколаєнка, О. Суходольського. Згодом стала артисткою Театру Миколи Садовського у Києві.
1917—1920 — у Державному театрі УНР під керівництвом М. Садовського у Кам'янці-Подільському.
1920 року переїхала до Галичини. Працювала в українських мандрівних театрах Івана Когутяка, Ольги Міткевичевої, трупі «Відродження» Миколи Айдарова та ін.
Одружилася з українським театральним діячем Панасом Карабіневичем.
1924—1939 — режисерка і мистецька керівниця мандрівних театрів П. Карабіневича, з якими виступала на Волині, Поліссі, Лемківщині, Закарпатті, у Галичині, Польщі. У 1929—1932, 1937 роках обіймала мистецький провід Українського театру П. Карабіневича, 1932—1936 — Наддніпрянського театру П. Карабіневича.
1938—1939 — в Українському Драматичному Театрі ім. М. К. Садовського.
1939—1941 — у Тернопільському українському драматичному театрі імені Івана Франка.
1944—1949 — у Німеччині: створила дитячу театральну студію, виступала у театрі м. Швайнфурт.
1949 року виїхала до США (м.  Рочестер, шт. Нью-Йорк). Організовувала аматорські вистави на користь Злученого українсько-американського допомогового комітету і школи українознавства при Православній церкві св. Покрови, у якій викладала. Входила до Об'єднання митців української сцени.
Виконувала різнопланові ролі, серед яких найвдаліші — характерні. До репертуару театрів добирала побутові та історичні твори, популярні перекладні оперети.
Виховала низку талановитих акторів, серед яких — Віра Левицька.

## Ролі
- Наталка, Терпилиха («Наталка Полтавка» І. Котляревського)
- Вустя, Хівря («Ой не ходи, Грицю, та й на вечорниці», «Сорочинський ярмарок» М. Старицького)
- Ганна («Гетьман Полуботок» за О. Барвінським)
- Килина («Хмара» О. Суходольського)
- Маруся («Воскресіння» В. Чубатого)
- Олена («На перші гулі» С. Васильченка)

## Режисерські роботи
- «Наталка Полтавка» І. Котляревського
- «Сватання на Гончарівці» Г. Квітки-Основ'яненка
- «Дай серцю волю, заведе в неволю» М. Кропивницького
- «Ніч на Івана Купала» за М. Гоголем
- «Ой не ходи, Грицю, та й на вечорниці»
- «Маруся Богуславка» М. Старицького
- «Хмара» О. Суходольського